# Таємниця Ендхаузу
«Таємниця Ендхаузу» («Endhauzo paslaptis») — радянський двосерійний телефільм 1981 року, знятий режисером Балісом Браткаускасом на Студії Литовської телерадіокомпанії.

## Сюжет
Двосерійний телефільм поставлено за однойменним романом Агати Крісті. Під час відпочинку на англійському узбережжі Еркюль Пуаро та капітан Гастінгс знайомляться з молодою та чарівною Нік Баклі. Після першої розмови з нею Пуаро показує Гастінгсу кулю, яка зачепила капелюшок міс Баклі. Пуаро вирішує захистити Нік та зловити злочинця. Він і Гастінгс приходять до будинку Нік, який називається «Ендхауз».

## У ролях
- Відас Петкявічюс — Еркюль Пуаро
- Альгірдас Лапенас — капітан Гастінгс
- Регіна Арбачяускайте — Нік
- Вайва Майнеліте — Фредеріка
- Раса Кіркілйоніте — Магдала, кузина Нік
- Ірена Леонавічюте-Браткаускене — місіс Крофт
- Юозас Рігертас — Крофт
- Ромуальдас Раманаускас — Лазарус
- Рамутіс Йонас Рімейкіс — Челенджер
- Адольфас Вечерскіс — Вайз
- Фердінандас Якшис — інспектор
- Йонас Каваляускас — лікар
- Марія Растейкайте — Олена, покоївка
- Дагне Якшявічюте — медсестра
- Алдона Ведерайте — покоївка
- Сігітас Рачкіс — помічник інспектора поліції

## Знімальна група
- Режисер — Баліс Браткаускас
- Сценарист — Михайло Євдокимов
- Оператори — Йонас Гурскас, Юлюс Кумпарскас
- Композитор — Рімвідас Рацявічюс